# Estawela

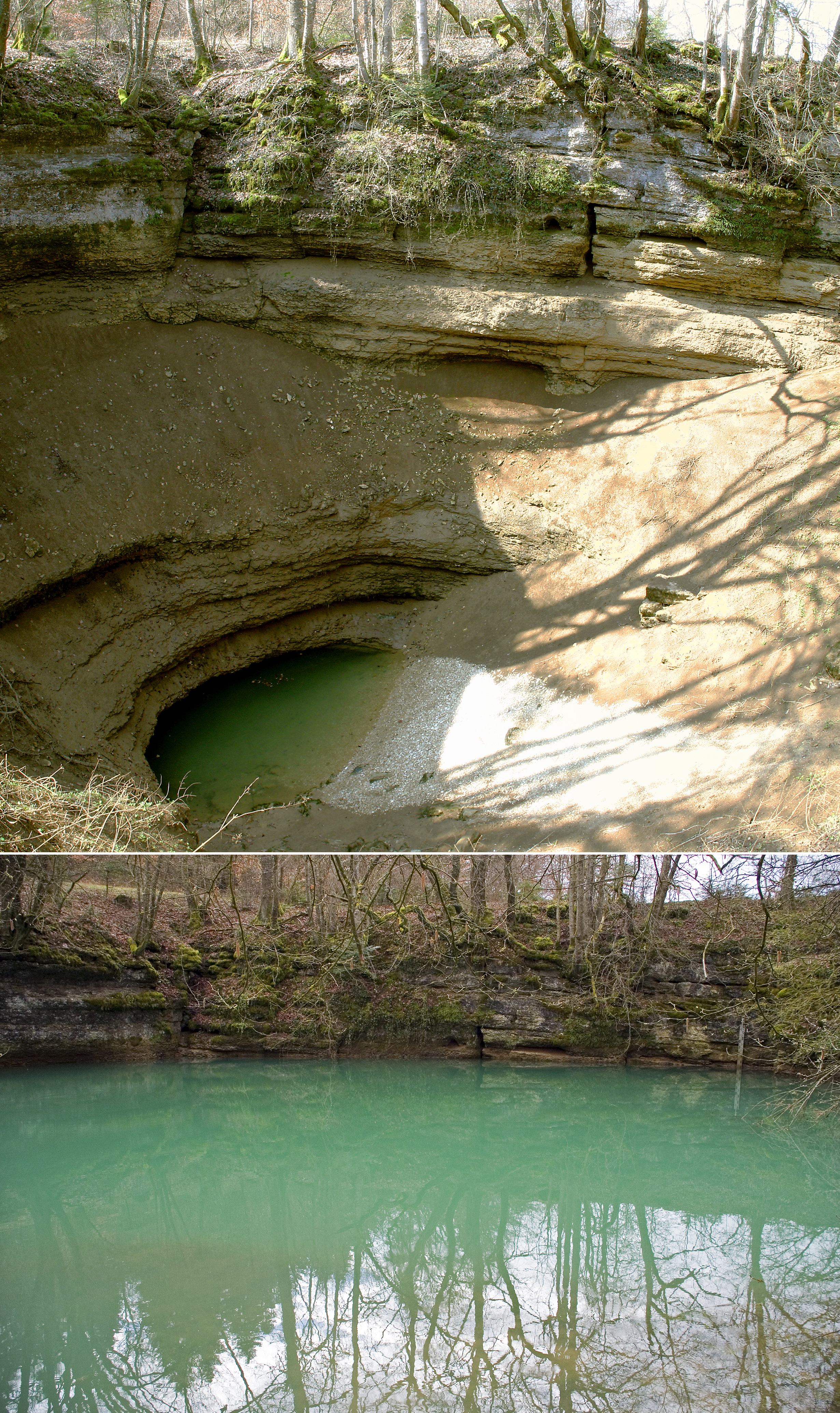
Estawela Creugenat w kwietniu 2005 i kwietniu 2006 roku

Estawela – forma rzeźby krasowej, będąca przy wysokim stanie wód gruntowych źródłem krasowym (wywierzyskiem), a przy niskim ponorem. Najsłynniejsza estawela nazywa się Creugenat (lub Creux-Genat) i położona jest w szwajcarskiej części gór Jura, nieopodal miejscowości Chevenez.